# 名鉄バス岡崎営業所

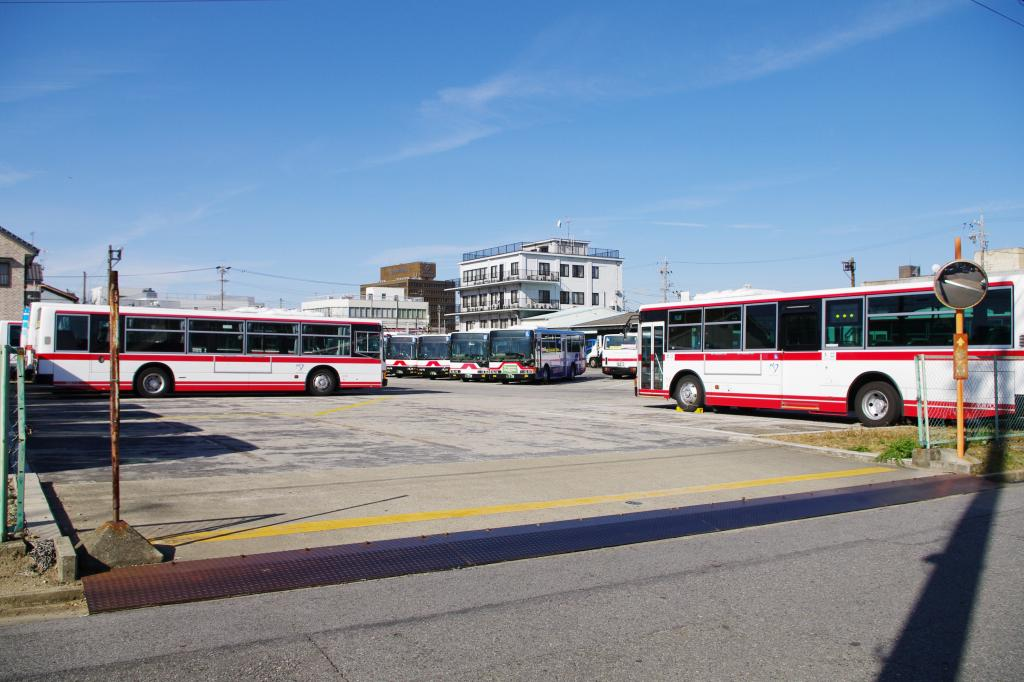
名鉄バス岡崎営業所

名鉄バス岡崎営業所（めいてつバスおかざきえいぎょうじょ）は、愛知県岡崎市明大寺町にある名鉄バスの営業所。2018年6月までは全体が名鉄バス東部に委託されていたが、7月より名鉄バス東部は名鉄バスに吸収合併されたため、直営となっている。

## 概説
岡崎市内を中心に一般路線バスを運行しており、一部の路線は豊田市に乗り入れる。岡崎市から額田支所・市民病院線の運行を受託している。受託運行路線を含む全路線でmanacaが使用できる。
1962年に廃止された軌道の岡崎市内線・福岡線の廃線跡を利用し、大樹寺にバスターミナルが整備されている。福岡町 - 岡崎駅前のバス専用道路は都市基盤整備事業のため、2016年3月31日限りで廃止された。
岡崎市が多額の補助金（2011年度は約1億6000万円）を投入しており、これと国・愛知県・豊田市からの補助金をあわせて、山間部など不採算路線が維持されている。
2017年、大沼線において運転手が運行を途中で打ち切るバス停とばしが発覚。中部運輸局より、バス1台が10日間の営業停止措置を受けた。
岡崎市の総合交通政策の一環で名鉄バスでは唯一当営業所のみ2009年3月より系統番号が導入されていた。しかし2019年度より順次他の営業所でも系統番号が導入されたのに伴い、2020年4月1日に他の営業所と同じ付番体系の系統番号への変更が行われた。

## 現行路線
太字は系統番号（括弧内の数字は2020年3月までの系統番号）、◆は行政補助路線を示す。情報は令和4年（2022年）4月1日現在。
岡崎市内線

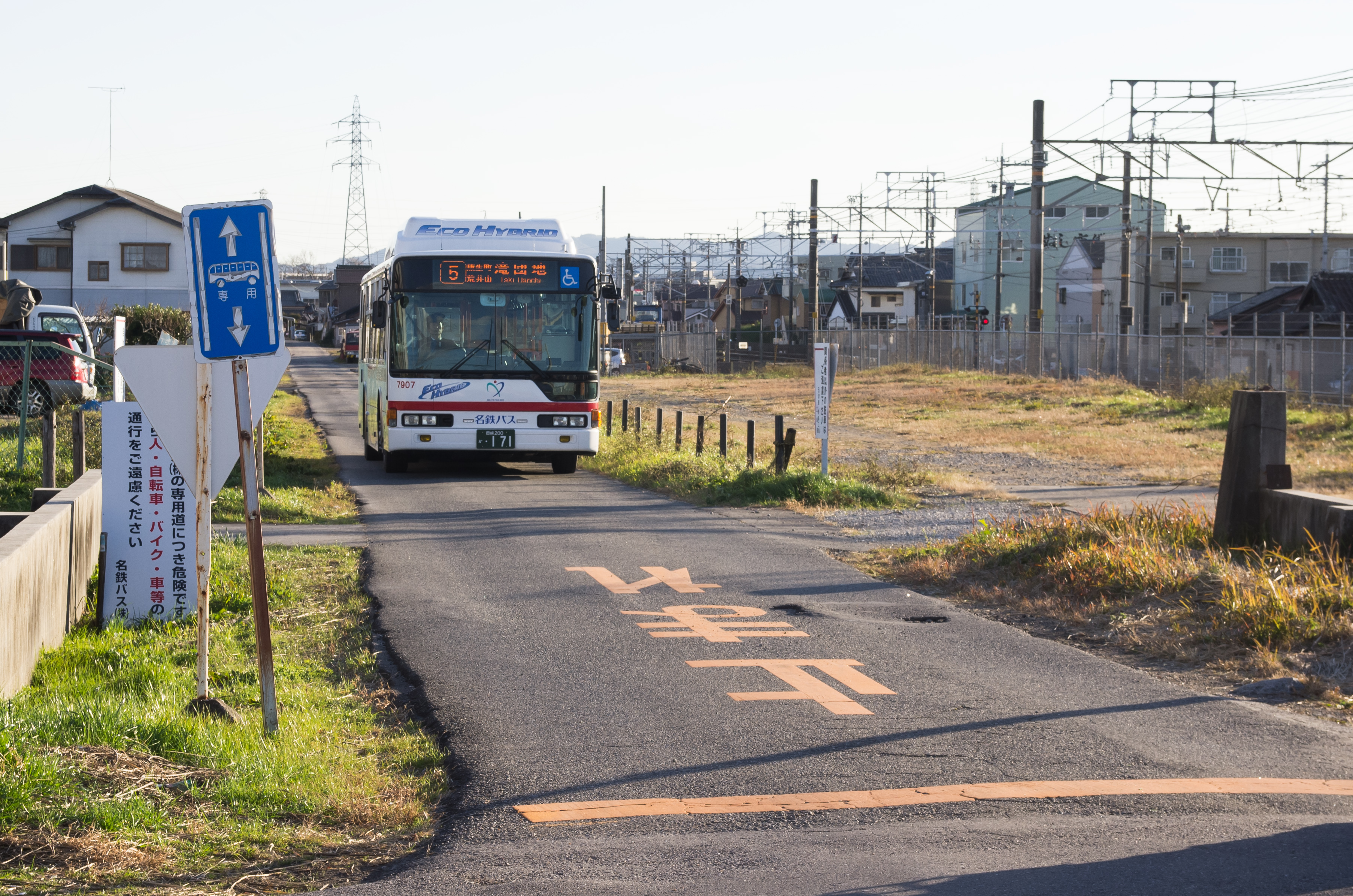
バス専用道路（2016年3月末をもって廃止）

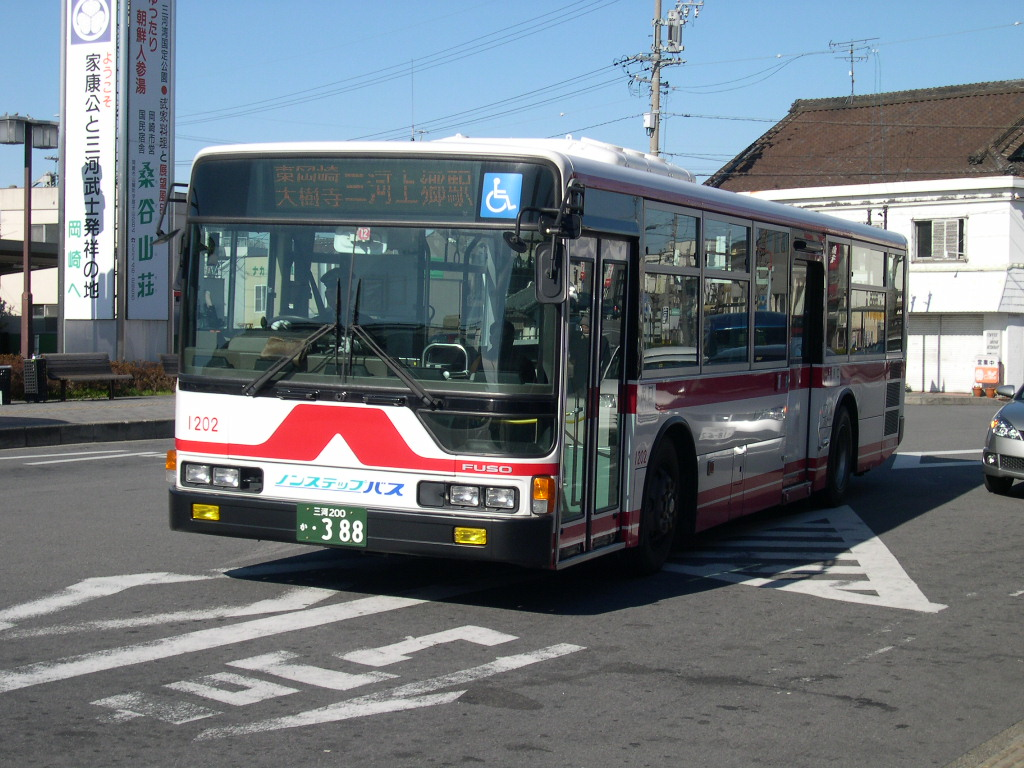
三河上郷駅行き（系統番号付与前）

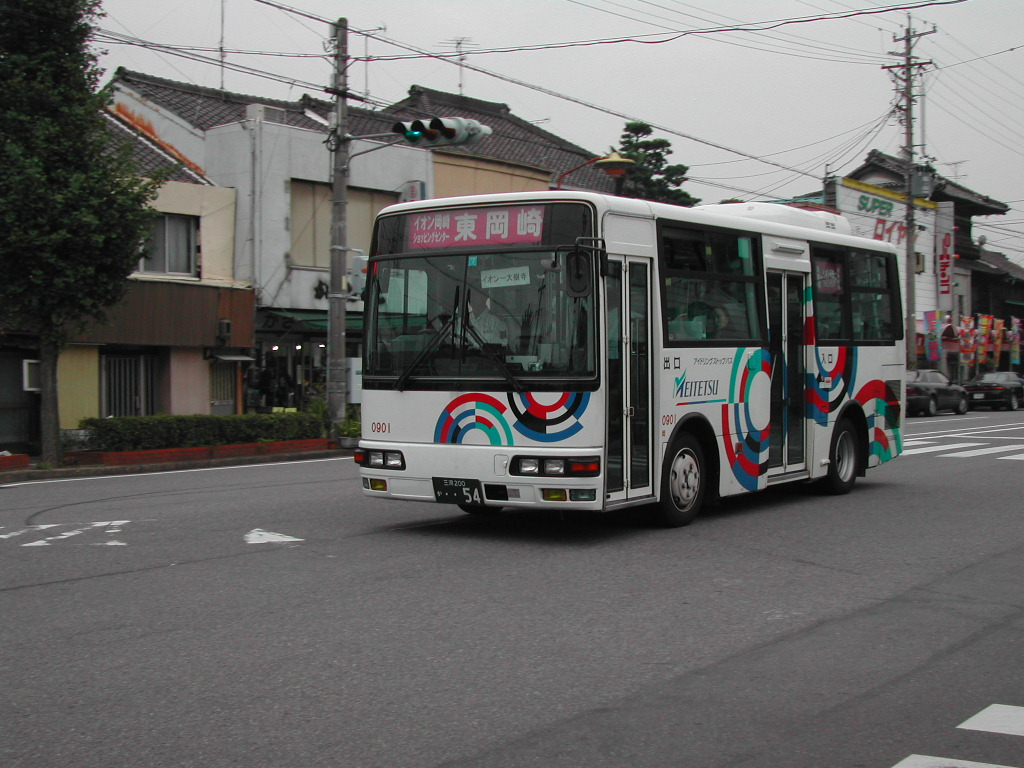
東岡崎行き（系統番号付与前）

- 1（6） JR岡崎駅 - 名鉄東岡崎駅 - 康生町 - 大樹寺
- 1（9） JR岡崎駅 ← 名鉄東岡崎駅
  - 8（9） JR岡崎駅 → 名鉄東岡崎駅
- 1（6） 名鉄東岡崎駅 → 康生町 → 大樹寺
  - 11（6） 名鉄東岡崎駅 ← 康生町 ← 大樹寺
- 2（5） JR岡崎駅 → 名鉄東岡崎駅 → 康生町 → 大樹寺 → 滝団地北 → 滝団地南 → 滝団地 → 滝団地北 → 大樹寺 → 康生町 → 名鉄東岡崎駅 → JR岡崎駅
- 2（5） JR岡崎駅 → 名鉄東岡崎駅 → 康生町 → 大樹寺 → 滝団地北 → 滝団地南 → 滝団地 → 滝団地北
- 2（5） 滝団地南 → 滝団地 → 滝団地北 → 大樹寺 → 康生町 → 名鉄東岡崎駅 → JR岡崎駅
- 2（5） 名鉄東岡崎駅 → 康生町 → 大樹寺 → 滝団地北 → 滝団地南 → 滝団地 → 滝団地北 → 大樹寺 → 康生町 → 名鉄東岡崎駅 → JR岡崎駅
  - 12（5） JR岡崎駅 → 名鉄東岡崎駅 → 康生町 → 大樹寺 → 滝団地北 → 滝団地南 → 滝団地 → 滝団地北 → 大樹寺 → 康生町 → 名鉄東岡崎駅
- 3（4） JR岡崎駅 - 名鉄東岡崎駅 - 康生町 - 大樹寺 - 大門駅
- 3（4） 名鉄東岡崎駅 → 康生町 → 大樹寺 → 大門駅
  - 13（4） 名鉄東岡崎駅 ← 康生町 ← 大樹寺 ← 大門駅
- 4（3） JR岡崎駅 - 名鉄東岡崎駅 - 康生町 - 大樹寺 - 三河上郷駅 ◆
- 4（3） 名鉄東岡崎駅 → 康生町 → 大樹寺 → 三河上郷駅 ◆
  - 14（3） 名鉄東岡崎駅 ← 康生町 ← 大樹寺 ← 三河上郷駅 ◆
- 5（2） JR岡崎駅 - 名鉄東岡崎駅 - 康生町 - 大樹寺 - 東名岩津
- 5（深夜） 名鉄東岡崎駅 → 康生町 → 大樹寺 → 東名岩津
- 5（2） 名鉄東岡崎駅 → 康生町 → 大樹寺 → 東名岩津
  - 15（2） 名鉄東岡崎駅 ← 康生町 ← 大樹寺 ← 東名岩津
- 6（1） JR岡崎駅 - 名鉄東岡崎駅 - 康生町 - 大樹寺 - 細川 - 奥殿陣屋
- 6（1） 名鉄東岡崎駅 → 康生町 → 大樹寺 → 細川 → 奥殿陣屋
  - 16（1） 名鉄東岡崎駅 ← 康生町 ← 大樹寺 ← 細川 ← 奥殿陣屋
- 6H（1） JR岡崎駅 - 名鉄東岡崎駅 - 康生町 - 大樹寺 - 北斗台団地 - 細川 - 奥殿陣屋
- 6H（1） 名鉄東岡崎駅 → 康生町 → 大樹寺 → 北斗台団地 → 細川 → 奥殿陣屋
- 16H（1） 名鉄東岡崎駅 ← 康生町 ← 大樹寺 ← 北斗台団地 ← 細川 ← 奥殿陣屋
- 25 JR岡崎駅 - イオンモール岡崎
- 26 イオンモール岡崎 - 名鉄東岡崎駅

軌道線の岡崎市内線の廃止代替路線として、1962年に福岡町 - 岡崎駅前 - 東岡崎 - 康生町 - 大樹寺で運行開始。後に東名岩津・奥殿陣屋・滝団地・大門駅系統を増やしていった。なお三河上郷駅系統は2002年にJR東海バス撤退を受けて運行を開始している。2016年、岡崎駅前 - 福岡町のバス専用道が廃止された時に福岡線が東岡崎 - JR岡崎駅 - 福岡町として分離され、岡崎市内線はJR岡崎駅までとなった。なお、岡崎井田 - 大樹寺もバス専用道となっていたがこちらは早い時期に一般道経由となっている。
5は深夜バス（運賃倍額）も運行され、2020年3月までは当時の日中便の「2」ではなく「深夜」と系統案内されていた。かつては当時の日中の6と同じ経路の（深夜） 東岡崎駅 → 康生町 → 大樹寺も運行されていた。25と26は2020年4月1日に（10） JR岡崎駅 - イオンモール岡崎 - 名鉄東岡崎駅を分割して誕生した。8は上地循環線の系統番号だが、上地循環線との重複区間のみの運行である当路線のJR岡崎駅 → 名鉄東岡崎駅にも使用されている。
◆ 岩津天神口 - 三河上郷駅のみ補助対象（黒字区間との損益通算なし）
上地循環線
- 8（11） JR岡崎駅 → 上地 → 南部地域交流センター → 上地郵便局口 → 上地 → JR岡崎駅 → 名鉄東岡崎駅
- 28（11） JR岡崎駅 → 上地 → 南部地域交流センター → 上地郵便局口 → 上地 → JR岡崎駅
- 28（11） 名鉄東岡崎駅 → JR岡崎駅 - 上地 → 南部地域交流センター → 上地郵便局口 → 上地 → JR岡崎駅

元は国道248号線を東岡崎 - 幸田駅前 - 深浦口から分かれて形原温泉経由で西浦温泉前で運行していた西浦線と蒲郡駅経由で三谷温泉まで運行していた蒲郡線である。西浦線・蒲郡線時代から幸田駅前折り返しが多数設定されていたが、平成に入り東岡崎 - 幸田駅前のみとなり、岡崎・蒲郡線から岡崎・幸田線と名称変更され、さらに幸田町内を廃止し、末端が上地地区循環とされた。
福岡町線
- 9（12） 名鉄東岡崎駅 - JR岡崎駅 - 福岡町
- 9（12）JR岡崎駅 → 福岡町
- 29（12）JR岡崎駅 ← 福岡町

福岡線の廃止転換路線であり、当初は岡崎市内線として運行開始、岡崎駅前 - 福岡町は軌道をバス専用道に転用して運行されていたが、2016年専用道を廃止、愛知県道483号線経由となり願成寺前までは上地循環線と同じ経路をとるようになった。この時に福岡町線として分離独立した。
川向線
- 17H（7） 名鉄東岡崎駅 - 康生町 - 大樹寺 - 北斗台団地 - 細川 - 川向 ◆

桑原で足助街道から別れて愛知県道338号線で郡界川を川向まで遡上する路線。北斗台を経由するなど岡崎市内線の奥殿陣屋系統の支線の様に見えるが独立した路線である。古くは更に遡上して豊田市の滝脇まで運行していた。2019年10月1日現在では2往復の運行である。北斗台乗り入れは2007年からで、川向線と岡崎市内線6H・16H奥殿陣屋系統の一部の便が乗り入れている。
岡崎・足助線
- 18（8） 名鉄東岡崎駅 - 康生町 - 大樹寺 - 足助 ◆

元は稲武直線として足助より先、稲武まで運行していた路線。更に辿ると1917年、尾三自動車が開設した岡崎 - 足助まで行き着くという歴史ある路線である。現在では足助止まりとなり岡崎・足助線となっている。紅葉シーズンには区間変更や増便がある。
大沼線
- 19（16） 名鉄東岡崎駅 - 康生町 - 大樹寺 - 大沼 ◆
- 20（15） 名鉄東岡崎駅 - 康生町 - 岡崎北高前 - 大沼 ◆
- 21（17） 名鉄東岡崎駅 - 康生町 - 岡崎北高前 - 上米河内 ◆

1999年までは大沼から更に北上して阿蔵まで運行していた。大沼 - 阿蔵間はしもやま村営バス（当時。現在は豊田市と合併したためしもやまバス。）に移管後、デマンドバス化された。2008年には下山中学校前経由から下山支所経由に変更、2009年より上米河内行きは開元の里経由となる。
岡崎・安城線
- 30（51） 名鉄東岡崎駅 - 康生町 - 矢作学校前 - 大岡 - JR安城駅 ◆

東岡崎 - 安城駅前 - 榎前 - 北新川駅前 - 碧南で運行していた大浜線を安城駅前で分割して成立。元々東岡崎 - 安城駅前の区間運行が多かった為か切り離された格好である。安城駅前までは高棚経由で長駆知多半田まで運行していた衣浦線もあったが大浜線と共に新安城駅始発に改められ、新安城駅 - 高棚の安城・高棚線と新安城駅 - 北新川駅前の安城・新川線となり、知多半田 - 亀崎 - 三河高浜駅前は共同運行していた知多バスの衣浦線となった。安城・高棚線は1998年、安城・新川線は2000年に、知多バスの衣浦線は2008年県社前までに短縮され亀崎線と改称した後の2018年にそれぞれ廃止されている。
2017年10月1日から2019年3月31日まで知立営業所が管轄していた。
上郷線
- 31（52） 名鉄東岡崎駅 → 康生町 → 矢作橋駅 → 橋目 → 北野大訳 → 桝塚東町 → 北野桝塚 → 北野北口 ◆
- 31（52） 名鉄東岡崎駅 → 康生町 → 矢作橋駅 → 橋目 → 北野大訳 → 桝塚東町 → 北野桝塚 → 北野北口 → 橋目 → 矢作橋駅 → 康生町 → 名鉄東岡崎駅 ◆
- 31（52） 桝塚東町 → 北野桝塚 → 北野北口 → 橋目 → 矢作橋駅 → 康生町 → 名鉄東岡崎駅 ◆

路線名の上郷は豊田市南部で三河上郷駅付近のことである。過去には北野から三河上郷駅そばの上野、若林駅前を経て堤まで運行していた。1999年に上野止まりから現行の北野桝塚循環となった。矢作橋駅乗り入れは岡崎・坂戸線と同時の2009年からである。
岡崎・坂戸線
- 32（55） 名鉄東岡崎駅 - 康生町 - 矢作橋駅 - 西岡崎駅 ◆
- 33（54） 名鉄東岡崎駅 - 康生町 - 矢作橋駅 - 坂戸 ◆

元は桜井線と名乗り、坂戸から桜井を経て西尾まで運行していた。昭和40年代にはすでにほとんどの便が坂戸・桜井中学校折り返しとなっており、西尾まで運行する便は1日1往復という状況であった。矢作橋駅に乗り入れ開始したのは上郷線と同時の2009年であり、それまでは矢作橋駅の最寄りは矢作橋駅西口となっていた。
竜美丘・日名町線
- 34（25） JR岡崎駅 → 光ヶ丘 → 名鉄東岡崎駅
- 35（25） JR岡崎駅 → 光ヶ丘 → 名鉄東岡崎駅 → 図書館交流プラザ → 記念碑前 → 日名町 → 図書館交流プラザ → 名鉄東岡崎駅
- 35（25） 名鉄東岡崎駅 → 図書館交流プラザ → 記念碑前 → 日名町 → 図書館交流プラザ → 名鉄東岡崎駅
- 36（25） 名鉄東岡崎駅 → 図書館交流プラザ → 記念碑前 → 日名町 → 図書館交流プラザ → 名鉄東岡崎駅 → 光ヶ丘 → JR岡崎駅
- 36（25） JR岡崎駅 → 光ヶ丘 → 名鉄東岡崎駅 → 図書館交流プラザ → 記念碑前 → 日名町 → 図書館交流プラザ → 名鉄東岡崎駅 → 光ヶ丘 → JR岡崎駅
- 36（25） 名鉄東岡崎駅 → 光ヶ丘 → JR岡崎駅

元は男川線と言い、東岡崎から康生町・東公園口・光ヶ丘を経由して岡崎駅に至っていた。竜美丘会館経由に変更し、東岡崎から日名町線を組み込み形で延長して現在の名称となる。
岡崎線
- 40（22） 名鉄東岡崎駅 - 梅園学校前 - 日名町 - 橋目 - フタバ産業前 ◆

元は名古屋まで直通していた名岡線の支線である。名岡線の本線は愛知県道56号名古屋岡崎線を走って名鉄バスセンターまで達する系統で急行の運用もあった。本線はのちに祐福寺（愛知郡東郷町）止まりとなり、現在の祐福寺線になっている。
大樹寺線
- 41（21） 名鉄東岡崎駅 - 梅園学校前 - 大樹寺

東岡崎から明代橋を渡って大樹寺まで運行する系統。この梅園学校前経由の経路には他に岡崎線・岩中線と廃止された渡合線・駒立線があった。
岩中線
- 43（23） 名鉄東岡崎駅 → 梅園学校前 → 大岩 → 岩中 → 板田 → 大岩 → 梅園学校前 → 名鉄東岡崎駅 ◆

岩中線は梅園学校前から右折して岩中地区を循環して東岡崎まで戻る経路である。以前は現行ルートで岩中を終点とするA線と大樹寺を右折し大井野口から下大井野を経由して岩中に向かうB線で構成されていた。現在の循環ルートは常盤田口→下大井野→岩中→板田→常盤田口とB線のルートを含んでいる。
真伝循環線
- 45（24） 名鉄東岡崎駅 → 東丸根北 → 真伝吉祥1丁目 → 大岩 → 東丸根北 → 名鉄東岡崎駅

2012年、大樹寺線の支線であった中町循環系統を整理し、真伝地区循環部分を延長追加する形で運行開始。なお、中町循環に組み込まれていた岡崎女子短大は岡崎女子短大線として分離し東岡崎からの直行運行としたが、2015年に廃止となった。
岡崎北線
- 47 名鉄東岡崎駅 - 梅園小学校東 - 六供浄水場南 - 図書館交流プラザ - 中岡崎駅

2020年3月31日で廃止された岡崎市コミュニティバス「まちなかにぎわいバス（まちバス）」の代替として同年4月1日から運行開始。名鉄東岡崎駅 - 岡崎市役所間は新規区間、岡崎市役所 - 図書館交流プラザ間は旧まちバス南北ルート、図書館交流プラザ - 中岡崎駅間は旧東西ルートと同じ経路で運行している。
美合線
- 51（35） 美合駅 ← 緑丘 ← JR岡崎駅
- 52（35） 美合駅 → 緑丘 → JR岡崎駅
- 52（35） 名鉄東岡崎駅 - 康生町 - 岡崎げんき館前 - 洞町 - 美合駅 - 緑丘 - JR岡崎駅
- 52（34） 名鉄東岡崎駅 ← 康生町 ← 岡崎げんき館前 ← 洞町 ← 美合駅
  - 53（34） 名鉄東岡崎駅 → 康生町 → 岡崎げんき館前 → 洞町 → 美合駅
- 52A（35） 名鉄東岡崎駅 - 康生町 - 岡崎げんき館前 - 愛知病院 - 洞町 - 美合駅 - 緑丘 - JR岡崎駅
- 52A（34） 名鉄東岡崎駅 ← 康生町 ← 岡崎げんき館前 ← 愛知病院前 ← 洞町 ← 美合駅
- 53A（34） 名鉄東岡崎駅 → 康生町 → 岡崎げんき館前 → 愛知病院前 → 洞町 → 美合駅
- 54（39） 名鉄東岡崎駅 - 康生町 - 岡崎げんき館前 - 洞町 - 岡崎墓園
- 59（38） 名鉄東岡崎駅 ← 康生町 ← 岡崎げんき館前 ← 洞町 ← 美合駅 ← 羽栗 ◆
- 59（38） 美合駅 → 羽栗 ◆

若宮町にあった岡崎市民病院の名を冠して市民病院線と名乗っていた。当初は東岡崎から康生町・市民病院前・美合を経由して、不吹町から岡崎駅前に向かうA線と乙川を遡り小美・簗野に向かうB線、桑谷に向かうC線で構成されていた。後に美合線に名称変更しA線は緑丘経由に、B線はこども美術博物館までとなり1999年廃止、C線は羽栗まで延長されている。なお岡崎市民病院は1998年に現在地に移転し、跡地は現在、岡崎げんき館となっている。54は土休日運転。
2021年4月1日より当路線の愛知病院バス停が当面の間休止となり、同病院への最寄りは愛知病院前バス停となる。なお、2024年3月31日をもって愛知病院が廃止されたことで同バス停が廃止され、愛知病院前バス停は東欠町バス停に改称の上で移設。
美合・病院線
- 55（36） 美合駅 ← 大平 ← 市民病院 ◆
- 56（36） 美合駅 → 大平 → 市民病院 ◆
- 56（36） JR岡崎駅 - 美合駅 - 大平 - 市民病院 ◆
- 57（38） 本宿駅 → 西本宿 → 神明西橋 → 緑町東 → 神明西橋 → 本宿郵便局前 → 羽栗 → 美合駅 → 大平 → 市民病院 ◆
- 57（38） 本宿駅 ← 本宿郵便局前 ← 神明西橋 ← 緑町東 ← 神明西橋 ← 西本宿 ← 羽栗 ← 美合駅 ← 大平 ← 市民病院 ◆
- 57（38） 本宿駅 ← 本宿郵便局前 ← 神明西橋 ← 緑町東 ← 神明西橋 ← 西本宿 ← 羽栗 ← 美合駅 ◆
- 58（38） 本宿駅 → 西本宿 → 神明西橋 → 緑町東 → 神明西橋 → 本宿郵便局前 → 羽栗 → 美合駅 ◆

岡崎市民病院が現在地に移転した1998年に運行開始。その後2002年に羽栗 - 美合 - 市民病院が運行開始となった。さらに本宿まで延長されて現在に至る。
本宿駅周辺では76と同じ一方通行式の運行経路となっているが、57市民病院発系統のうちの朝1本を除き57と58は76と異なり冨田病院に乗り入れる。
岡崎南市内線
- 61（31） 市民病院 - 岡崎げんき館前 - 康生町 - 名鉄東岡崎駅 - 緑丘 - 美合駅
- 61（31） 岡崎げんき館前 → 康生町 → 名鉄東岡崎駅 → 緑丘 → 美合駅
  - 62（31） 岡崎げんき館前 ← 康生町 ← 名鉄東岡崎駅 ← 緑丘 ← 美合駅
- 61（31） 市民病院 ← 岡崎げんき館前 ← 康生町 ← 名鉄東岡崎駅
  - 63（31） 市民病院 → 岡崎げんき館前 → 康生町 → 名鉄東岡崎駅
- 61c（31） 中央総合公園 - 市民病院 - 岡崎げんき館前 - 康生町 - 名鉄東岡崎駅 - 緑丘 - 美合駅 ◆
- 61c（31） 中央総合公園 ← 市民病院 ← 岡崎げんき館前 ← 康生町 ←名鉄東岡崎駅 ◆
- 63c（31） 中央総合公園 → 市民病院 → 岡崎げんき館前 → 康生町 → 名鉄東岡崎駅 ◆
- 64（32） 岡崎げんき館前 → 康生町 → 名鉄東岡崎駅 → 大谷 → 緑丘 → 名鉄東岡崎駅 → 康生町 → 岡崎げんき館前 → 市民病院

市民病院前（現・岡崎げんき館）から康生町・東岡崎・東戸崎・緑丘から美合と上地西までを結んでいたが、1998年には岡崎市民病院が移転したため、新しい岡崎市民病院前まで延長。2002年緑丘循環系統新設、また、上地西系統は廃止された。
◆ 中央総合公園 - 市民病院のみ補助対象（黒字区間との損益通算なし）
桜形線
- 65（33） 名鉄東岡崎駅 - 康生町 - 岡崎げんき館前 - 洞町 - 市民病院 - 桜形 ◆

大平から作手街道を進み桜形へ向かう路線、以前は作手線として桜形から先、旧作手村の守義、旧額田町の上赤田和・千万町・中保久の各地まで運行されていた。
大樹寺・病院線
- 68（81）大樹寺 ← 石神町 ← 市民病院 ◆
- 69（81）大樹寺 → 石神町 → 市民病院 ◆

岡崎市民病院が移転した1998年に運行開始。69は大門駅・市民病院線と系統番号を共用している。
大門駅・市民病院線
- 69（80） 大門駅 - 大樹寺 - 市民病院 ◆
- 69c（80） 大門駅 - 大樹寺 - 市民病院 - 中央総合公園 ◆

2008年、岡崎市実証運行路線として運行開始。経路的には大樹寺・病院線を延伸した形だが別路線とされている。69cは土休日運転。
くらがり線
- 70（73） 本宿駅 → 豊富学区市民ホーム - 額田センター◆
- 71（72） 本宿駅 → 豊富学区市民ホーム → 石原 ◆
- 72（71） 本宿駅 - 額田センター - 石原 - くらがり渓谷 ◆
- 72（72） 本宿駅 ← 額田センター ← 石原 ◆
- 72（73） 本宿駅 ← 豊富学区市民ホーム ◆

宮崎線と名乗っていた頃には田原坂を越えて旧作手村の守義まで運行していた。新箱根線の支線であった本宿 - 下鉢地（豊興工業前を経て現在は鉢地町）と新居町線から東岡崎 - 本宿間を編入しくらがり線と名称変更してからしばらく経った1999年に額田役場前 - くらがり渓谷間が額田町営バスとなり、残った路線は本宿・額田線と変更した。額田町と岡崎市が合併すると、額田町営バスが名鉄バスに復帰して再びくらがり線となり、しばらくは別系統として運行されていたが、一体運行に戻り本宿 - くらがり渓谷間がくらがり線となった。
2021年4月1日より当路線に額田センターバス停が新たに新設される。またそれに伴い、額田支所前バス停の名称が豊富学区市民ホームバス停に変更となる。
本宿・額田線
- 75（76） 本宿駅 → 本宿郵便局前 → 緑町東 → 神明西橋 → 本宿郵便局前 → 本宿駅 ◆
- 76（75） 本宿駅 → 西本宿 → 神明西橋 → 緑町東 → 神明西橋 → 本宿郵便局前 → 本宿駅 ◆
- 77（77） 本宿駅 - 鉢地町 ◆

前述のくらがり線が名称変更した路線である。名称変更された1999年当時は本宿 - 豊興工業前（現在の鉢地町）・東岡崎 - 本宿と後にくらがり線に戻る本宿 - 額田役場前で構成されていた。2000年に東岡崎 - 本宿が休止されるも、2001年には本宿循環系統が新設され、2002年には本宿 - 額田支所前がくらがり線に編入。このために額田地区に足を踏み入れないにもかかわらず本宿・額田線を名乗る事になったのである。2022年11月1日より豊興工業の社名変更に伴い豊興工業前から鉢地町に停留所名変更している。75は6の字型、76は8の字型の運行経路をとっている。77は平日運転である。
矢作循環線
- 78（57） 西岡崎駅 → 矢作橋駅 ◆
- 79（57） 西岡崎駅 ← 矢作橋駅 ◆
- 79（57） 西岡崎駅 → 矢作橋駅 → 橋目 → 北野大訳 → 桝塚東町 → 北野桝塚 → 北野北口 → 橋目 → 矢作橋駅 → 西岡崎駅 ◆
- 79Y  矢作橋駅 → 橋目 → 北野大訳 → 桝塚東町 → 北野桝塚 → 北野北口 → 橋目 → 矢作橋駅 ◆

2009年に岡崎市実証運行路線として運行開始。上郷線と岡崎・坂戸線を矢作橋駅で組み合わせた経路である。
79Yは2022年4月1日より新設された。
岡崎駅・市民病院線
- 80A（快速） JR岡崎駅 - 名鉄東岡崎駅 - 図書館交流プラザ - 市民病院 ◆

岡崎市実証運行路線の岡崎拠点快速バスとして2008年に運行開始。愛称は「おかざきエクスプレス」である。2020年3月までは「快速」と、4月からは「80A」と系統案内。
快速バスだが、図書館交流プラザを経由するため名鉄東岡崎駅 - 市役所口は13分かかる（真伝循環線は3分、美合線・岡崎南市内線は8分）。
2021年4月1日より当路線の愛知病院バス停が当面の間休止となり、同病院への最寄りは愛知病院前バス停となる。なお、2024年3月31日をもって愛知病院が廃止されたことに伴って同バス停が廃止され、愛知病院前バス停は東欠町バス停に改称の上で移設。
市民病院 - 中央総合公園は当路線については2019年3月31日をもって廃止された。翌4月1日より土曜・日曜・祝日の運行がなくなり、平日のみの運行となる。
岡崎南線
- 85（26） 名鉄東岡崎駅 → 竜美丘 → 保育園前 → 名鉄東岡崎駅

1998年新設、小型バスを投入し、整備されて間もない東岡崎南口を起終点とした。
中之郷線
- 88（61） 名鉄東岡崎駅 - 中之郷 - JR岡崎駅（西口） ◆

元は今御堂線と名乗り六名地区から下青野を経由し、マキタ岡崎工場までの運行であったが、1999年に現行ルートの東岡崎 - 岡崎駅西口と岡崎駅西口 - 中之郷循環が設定される。マキタ岡崎工場系統は2001年に上青野口までとなりマキタ岡崎工場は岡崎・西尾線に組み込み、2002年には中之郷循環が廃止され、2003年には上青野口系統が廃止されて現在に至る。
岡崎医療センター線
- 89 JR岡崎駅（西口） → 若松町 → 岡崎警察署東 → 藤田医大岡崎医療センター → JR岡崎駅（西口）

2020年4月7日に開院した藤田医科大学岡崎医療センターへのアクセス路線として同年4月1日から運行を開始。同区間は名鉄東部交通バス岡崎・西尾線の91H（下青野・室場経由）、92H（高須・西尾市民病院経由）と競合しているが、当社の89が停車しない柱と柱郷の各バス停には名鉄東部交通バスに乗車する必要がある。岡崎警察署東バス停は2024年12月1日に新設。
なお、名鉄東部交通バスでは2024年2月2日までmanaca等の交通系ICカードは使用できなかったが、翌2月3日よりmanaca等の交通系ICカードが使用できるようになった。
一畑薬師線
- 美合駅 - 一畑山薬師寺

美合駅から岡崎市藤川町にある一畑山薬師寺までをノンストップでおよそ10分で結ぶ参詣用の臨時バスで不定期運行である。系統番号も付与されていない。

## 受託運行路線
額田支所・市民病院線
- 74（74） 額田センター - 豊富学区市民ホーム - 市民病院

2008年に岡崎市実証運行路線を受託する形で運行を開始した。この区間には名鉄バス樫山線が東岡崎 - 康生町 - 市民病院前（現・岡崎げんき館） - 大平 - 簗野 - 樫山 - 夏山で運行していたが、平成の初期には既に廃止されており、簗野 - 樫山には長らくバス路線がなかった。
2021年4月1日より、当路線に、額田センターバス停が新たに新設される。またそれに伴い、額田支所前バス停の名称が豊富学区市民ホームバス停に変更となる。

## 過去の所管路線
路線は移管時点のもので、停留所名など現在は異なる場合がある。
岡崎・空港線 （2012年4月1日より知多乗合が運行）
- 岡崎駅前 - 東岡崎 - 中部国際空港

2019年8月4日の最終便を持って運行休止となった。
安城線（2008年7月1日より知立営業所が運行）
- 新安城 - 安城駅前 - 安城更生病院

岡崎・西尾線（2006年12月16日より名鉄東部交通が運行）
- 東岡崎 - 岡崎駅西口 - 下青野 - 中島 - 室場 - 西尾
- 岡崎駅西口 - 高須 - 中島 - 西尾市民病院 - 西尾

平坂・中畑線（2006年12月16日より名鉄東部交通が運行）
- 西尾 - 中畑 - 港前 - 西尾

2020年4月1日より西尾市へ移管し、同市の六万石くるりんバス3平坂中畑線として運行している。
寺津線（2006年12月16日より名鉄東部交通が運行）
- 西尾 - 刈宿 - 西尾

2001年3月までは刈宿から国道247号を南下して一色町に乗り入れ、西一色（駅から離れた場所にあった）まで運行されていた。
2020年4月1日より西尾市へ移管し、同市の六万石くるりんバス4寺津矢田線として運行している。
一色線（2006年12月16日より名鉄東部交通が運行）
- 西尾 - 三河一色駅前（現在の一色町公民館）

まちバス東西ルート（2020年3月31日をもって廃止）
- （100） 中岡崎駅 - 図書館交流プラザ - 市役所 - 東岡崎 - 市役所 - 岡崎げんき館

運行主体は岡崎市。
2020年4月1日から先述の47岡崎北線が運行を開始したことに伴い廃止された。
まちバス南北ルート（2020年3月31日をもって廃止）
- （101） シビコ北 - 図書館交流プラザ - 六供 - 梅園 - 市役所

運行主体は岡崎市。
2020年4月1日から先述の47岡崎北線が運行を開始したことに伴い廃止された。
矢作・市民病院線（2022年3月31日をもって廃止）
- 37A（53） 北野大訳 → 桝塚東町 → 北野桝塚 → 北野北口 → 橋目 → 矢作橋駅 → 康生町 → 市民病院 ◆
- 37A（53） 市民病院 → 康生町 → 矢作橋駅 → 橋目 → 北野大訳 → 桝塚東町 → 北野桝塚 → 北野北口 → 橋目 → 矢作橋駅 → 康生町 → 市民病院 ◆
- 37c（53） 北野大訳 → 桝塚東町 → 北野桝塚 → 北野北口 → 橋目 → 矢作橋駅 → 康生町 → 市民病院 → 中央総合公園 ◆
- 37c（53） 中央総合公園 → 市民病院 → 康生町 → 矢作橋駅 → 橋目 → 北野大訳 → 桝塚東町 → 北野桝塚 → 北野北口 → 橋目 → 矢作橋駅 → 康生町 → 市民病院 → 中央総合公園 ◆
- 38A（56） 市民病院 - 康生町 - 矢作橋駅 - 坂戸 ◆
- 38c（56） 中央総合公園 - 市民病院 - 康生町 - 矢作橋駅 - 坂戸 ◆

2008年、岡崎市実証運行路線の一つとして矢作橋駅 - 市民病院間の矢作橋・市民病院線で運行開始。2009年に坂戸・北野北口に延長して矢作・市民病院線となった。37A・38Aは平日運転、37c・38cは土休日運転であった。
2021年4月1日より当路線の愛知病院バス停が休止（その後2024年4月1日で廃止）となり、同病院への最寄りは愛知病院前バス停となっていた。

## 所属車両

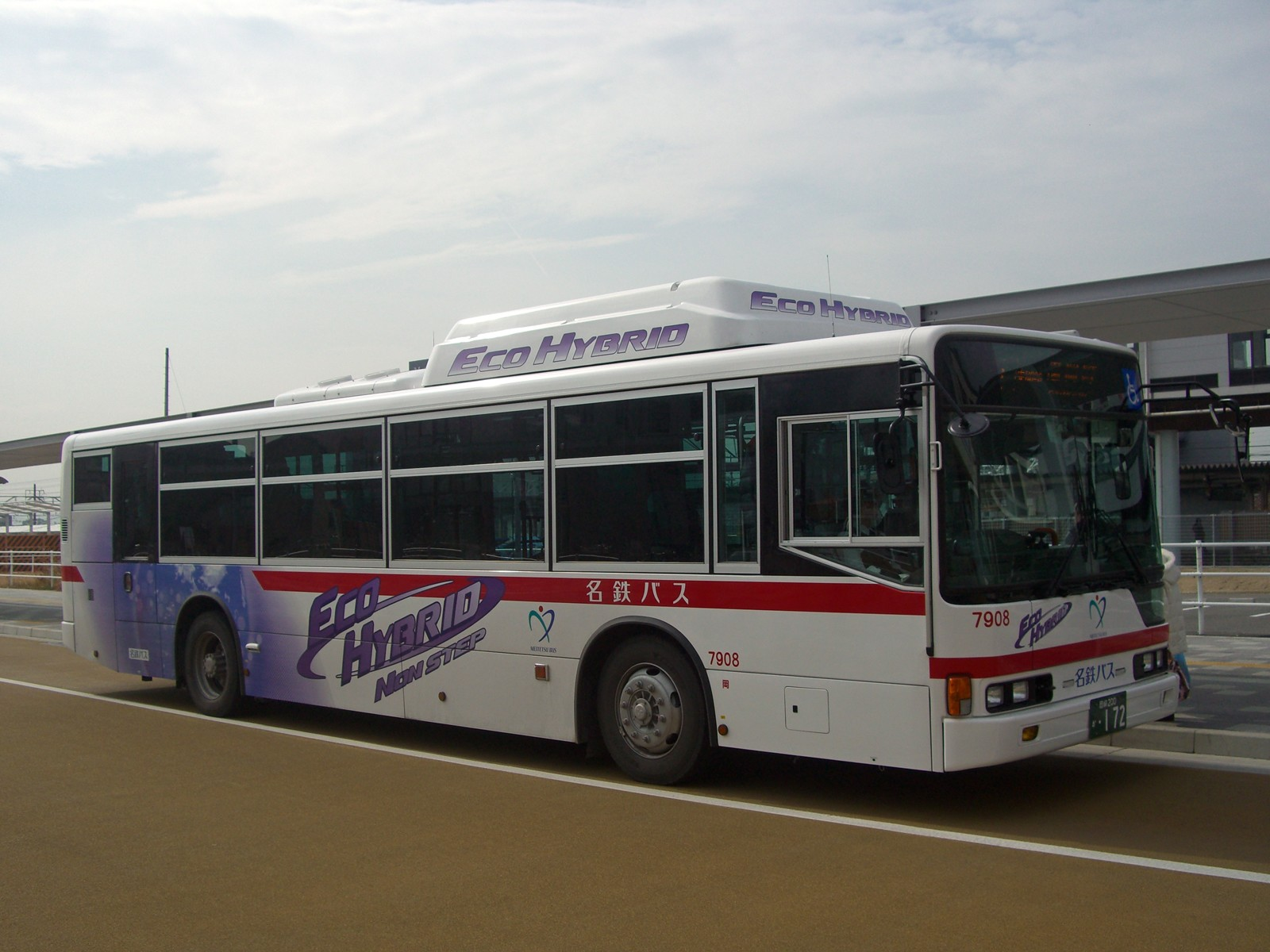
ハイブリッドバス

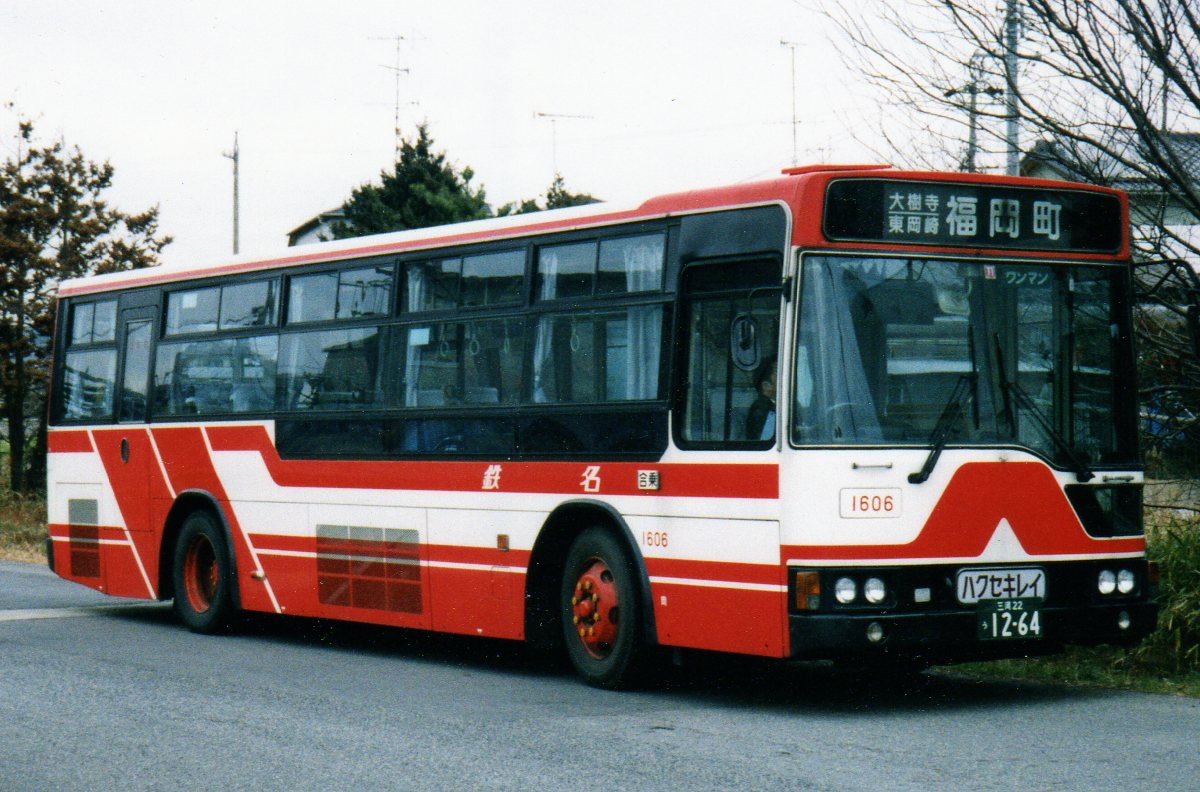
ハクセキレイ（ノンステップバス試作車）

大型バス
- 三菱ふそう・エアロスター（MP系）
過去には三菱ふそう・エアロスターエコハイブリッドも在籍していた。

中型バス
- 三菱ふそう・エアロミディMK

小型バス
- 日野・ポンチョ（HX系）

- 三菱ふそう・ローザ

備考
2006年に岡崎ナンバーが導入されたことに伴い、従来の三河ナンバーから移行が進んでいる。
1990年代半ばまで、名鉄バス各営業所において車両正面の行燈部分に愛称が表示されており、本所では岡崎市の鳥である「ハクセキレイ」であった。
名鉄バス設立20周年（名鉄からの分社化）を記念し、名鉄9500系電車と同じカラーリングに塗り替えた車両がある。